# Placerville (Idaho)
Placerville è una città statunitense dello stato dell'Idaho, nella contea di Boise.